# Ciocănitoare pestriță mijlocie
Ciocănitoarea pestriță mijlocie sau ciocănitoare de stejar (Dendrocoptes medius) este o ciocănitoare europeană care aparține genului Dendrocoptes.

## Galerie

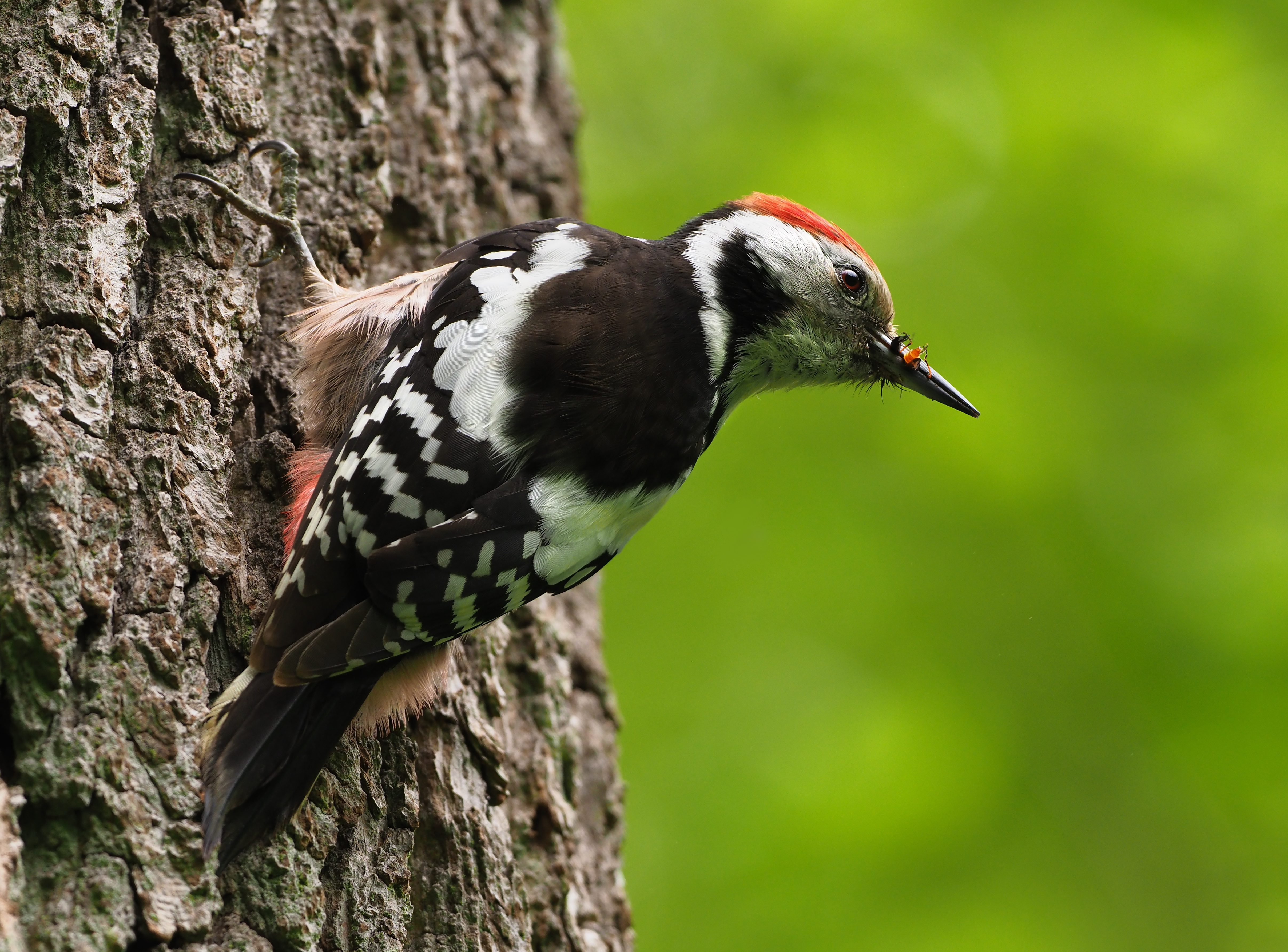
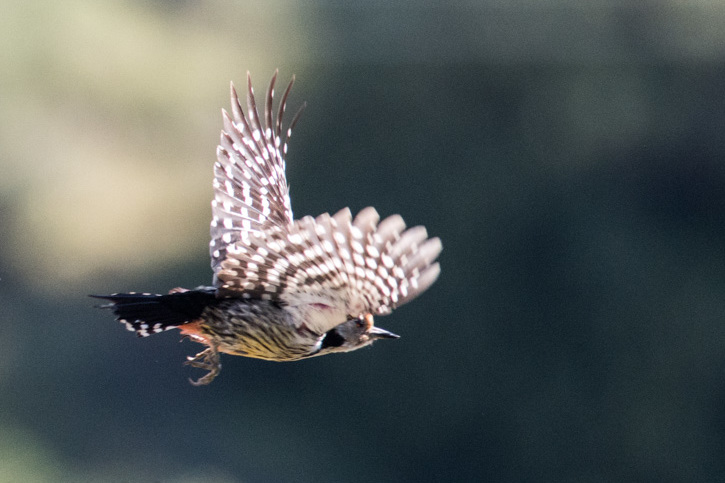
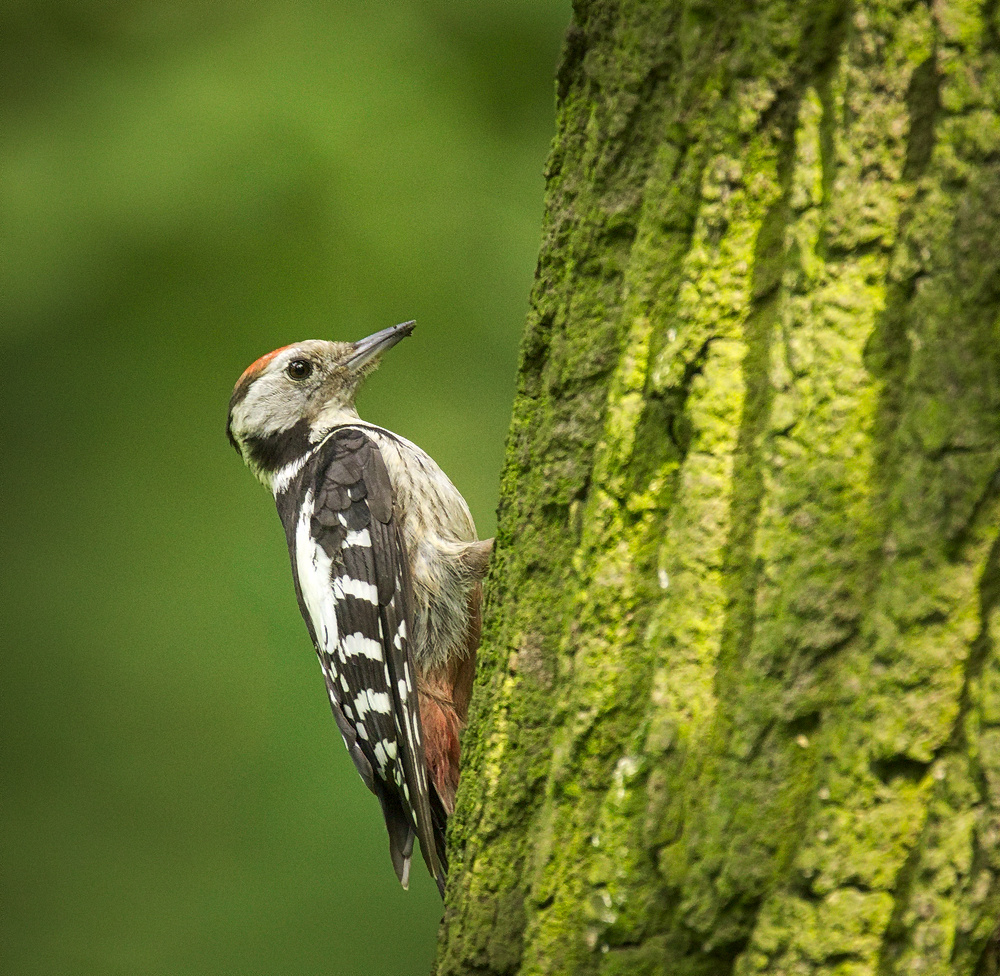

## Taxonomie
Ciocănitoarea pestriță mijlocie a fost descrisă oficial de naturalistul suedez Carl Linnaeus în 1758, în cea de-a zecea ediție a lucrării sale Systema Naturae, sub numele binomial Picus medius. Epitetul specific înseamnă „intermediar” în latină. Linnaeus a indicat ca localizare tip Europa, dar în prezent se consideră că este vorba despre Suedia. Timp de mulți ani, această ciocănitoare a fost plasată de obicei în genul Dendrocopos, dar un studiu filogenetic molecular din 2015 care a comparat secvențe de ADN nuclear și mitocondrial de la Picine a constatat că Dendrocopos este polifiletic. Ca parte a reorganizării pentru a crea genuri monofiletice, ciocănitoarea pestriță mijlocie a fost una dintre cele trei specii care au fost plasate în genul resuscitat Dendrocoptes. Acest gen fusese ridicat de ornitologii germani Jean Cabanis și Ferdinand Heine în 1863, având ca specie tip ciocănitoarea pestriță mijlocie.
Sunt recunoscute patru subspecii:
- D. m. medius (Linnaeus, 1758) – Europa până în Rusia de vest
- D. m. caucasicus Bianchi, 1905 – nordul Turciei prin Caucaz
- D. m. anatoliae (Hartert, 1912) – vestul și sudul Turciei
- D. m. sanctijohannis (Blanford, 1873) – Munții Zagros (sud-vestul Iranului)

## Descriere
Ciocănitoarea pestriță mijlocie are o lungime de 20-22 cm și un penaj asemănător cu cel al ciocănitoarei pestriță mare. La fel ca la această specie, partea superioară este predominant neagră, cu pete albe ovale pe aripi și barete albe pe aripi, iar partea inferioară este albă. Principalele diferențe sunt creștetul roșu, care ajunge mult în spate la mascul, cu o culoare mai intensă, lipsa unei dungi negre la mustață și dungi întunecate pe flancuri. Deși este doar puțin mai mică decât ciocănitoarea pestriță mare, pare mai mică datorită ciocului scurt și subțire și a capului mai rotunjit și mai deschis. De asemenea, poate fi confundată cu ciocănitoarea de grădină (în special la tineri), deosebindu-se de aceasta prin ciocul mai mic și prin creasta roșie, care nu are laturile înguste și negre. 

## Distribuție și habitat
Ciocănitoarea pestriță mijlocie este prezentă doar în Europa, în Palearctica, din nordul Spaniei și al Franței spre est până în Polonia și Ucraina, și spre sud până în centrul Italiei (unde este locală), Peninsula Balcanică, Lituania, Letonia, Turcia, Caucaz și Iran. Specia este comună în Estonia, dar practic inexistentă în Finlanda. Această specie se reproducea în Suedia, dar a dispărut în anii '80. Cu toate acestea, în ultimii ani, ciocănitoarele pestrițe mijlocii au fost văzute din nou în Suedia în habitatul lor de reproducere, sugerând o recolonizare a țării. Din cauza naturii sale sedentare, nu a fost niciodată înregistrată în insulele britanice. Preferă regiunile cu păduri de foioase, în special zonele cu stejar, carpen și ulm bătrâni, precum și un amestec de păduri și pășuni. 

## Comportament
Din punct de vedere comportamental, îi place să se hrănească la înălțime, în copaci, mișcându-se constant și făcând dificilă o vedere bună. În sezonul de reproducere, sapă o gaură de cuib de aproximativ 5 cm lățime într-un trunchi de copac în descompunere sau într-o ramură groasă. Depune între patru și șapte ouă și le clocește timp de 11-14 zile.
Ciocănitoarea pestriță mijlocie trăiește predominant cu o dietă de insecte, precum și cu larvele acestora, pe care le găsește culegându-le de pe ramuri și crengi, mai degrabă decât scoțându-le de sub scoarță. De asemenea, se hrănește cu seva copacilor. Rareori este auzit bătând darabana și niciodată în scopuri teritoriale, pe care le afirmă prin cântec, care este un sunet scurt, slab chic cioc cioc cioc cioc cioc. 